# Amy Roko
Amy Roko (Arabia Saudí, 1992) es el seudónimo de una humorista saudí. Oculta públicamente su identidad cubierta con un niqab. Ha trascendido que es estudiante de medicina y vive en Riad. Creando mini vídeos distribuidos a través de las redes sociales Instagram y Vine en los que critica con clave de humor la vida cotidiana en Arabia Saudí ha logrado convertirse en un referente en su país y en el mundo árabe con miles de seguidores. En sus vídeos comenta cuestiones prohibidas en la sociedad saudí aunque nunca menciona temas de religión ni política. Sí trata con humor la condición de las mujeres saudíes.   

## Inicios
Empezó durante unas vacaciones de verano enviando sus mini videos a sus amigas para hacerlas reír y distraerlas, ha explicado en alguna de sus entrevistas. Ante el éxito decidió subir los videos a la red social, primero en Vine -su primera entrada es de marzo de 2014- y a los poco después en Instagram. En pocos meses alcanzó casi medio millón de seguidores en Instagram y 60.000 en Vine con miles de comentarios. En diciembre de 2016 tiene un millón trescientos mil seguidores con apenas 160 publicaciones en Instagram.

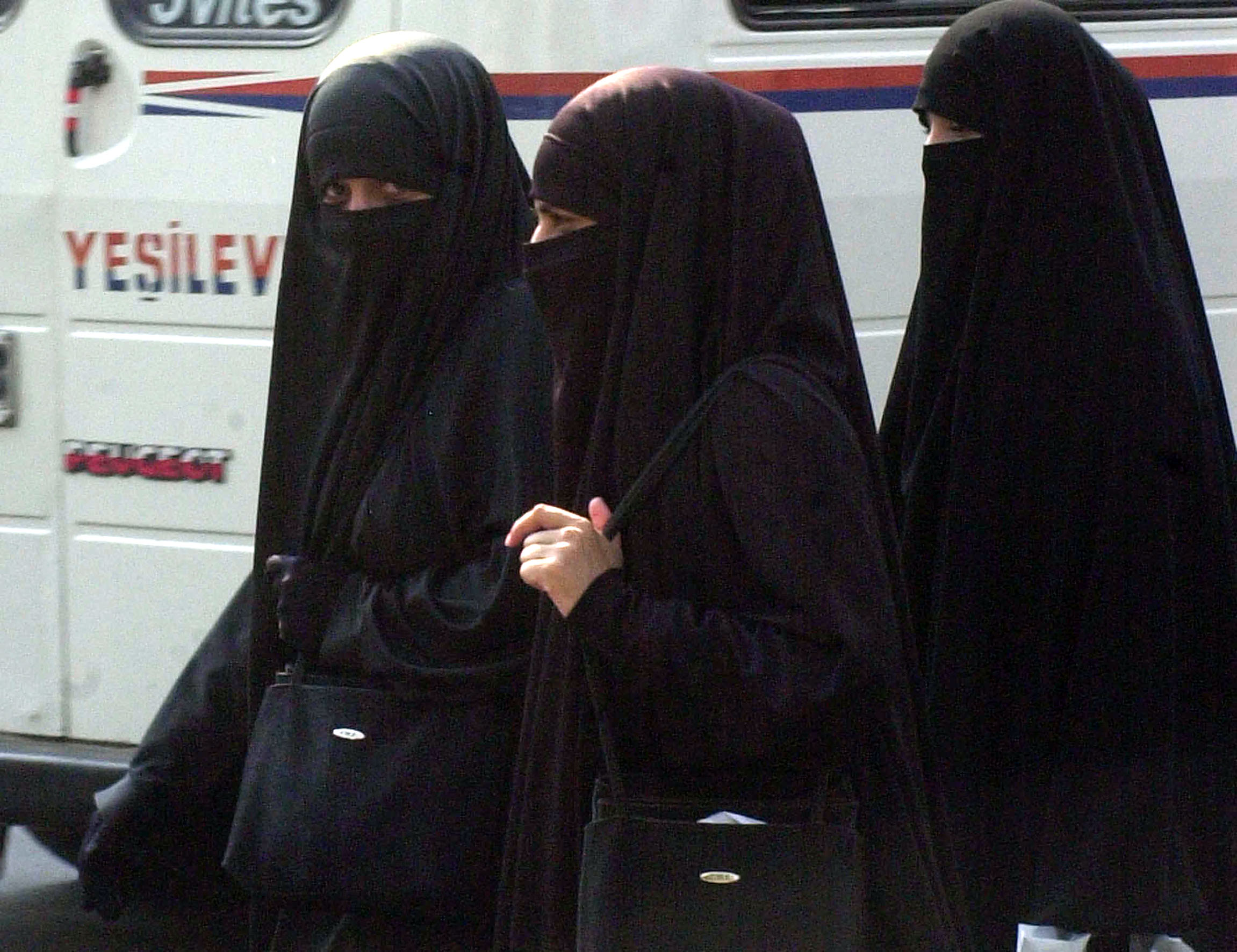
Mujeres vistiendo niqab

### Un niqab y una voz como elemento de transgresión
Considera que hacer escuchar una voz segura de mujer a través del tradicional niqab ya es un desafío a la situación de las mujeres en Arabia Saudí para una sociedad acostumbrada a ver a las mujeres con niqab en silencio.
"No odio a los hombres -ha dicho en una entrevista -  mi objetivo es tratar que mi voz llegue a todas las chicas jóvenes despistadas."
Desde su triunfo en las redes sociales explica que ha recibido algunas amenazas y que algunas personas toman fotos de su casa pero no considera que éstas amenazas sean "muy graves".
En 2016 fue incluida por la BBC en la lista de las 100 mujeres más "influyentes e inspiradoras" del año.